# Dammbrunnen
Koordinaten: 49° 24′ 21,7″ N, 7° 50′ 32,2″ O
Der Dammbrunnen ist eine Quelle im Stiftswald Kaiserslautern oberhalb des Kleinen Dammtals in Rheinland-Pfalz.

## Lage
Die Quelle liegt sieben Kilometer südöstlich von Kaiserslautern, nördlich der Landesstraße 504 am Dammberg auf einer Höhe von 364 m ü. NHN. Die Quelle ist in einen Brunnen gefasst.

### Naturräumliche Zuordnung
Der Dammbrunnen gehört zum Naturraum Pfälzerwald, der in der Systematik des von Emil Meynen und Josef Schmithüsen herausgegebenen Handbuches der naturräumlichen Gliederung Deutschlands und seinen Nachfolgepublikationen als Großregion 3. Ordnung klassifiziert wird. Betrachtet man die Binnengliederung des Naturraums, so gehört der Dammbrunnen zum Mittleren Pfälzerwald.
Zusammenfassend folgt die naturräumliche Zuordnung des Dammbrunnens damit folgender Systematik:
- Großregion 1. Ordnung: Schichtstufenland beiderseits des Oberrheingrabens
- Großregion 2. Ordnung: Pfälzisch-saarländisches Schichtstufenland
- Großregion 3. Ordnung: Pfälzerwald
- Region 4. Ordnung (Haupteinheit): Mittlerer Pfälzerwald
- Region 5. Ordnung: unbekannt

## Verkehr und Wandern
Südlich verläuft die Landesstraße 504 von Westen nach Osten durch das Kleine Dammtal. Nördlich der Straße führt der Wanderweg des Pfälzerwald-Vereins „weiß-rot“ direkt an einem beschrifteten Findling vorbei. Der Brunnen ist am besten über den Wanderparkplatz „Hungerbrunnen“ etwa einem Kilometer nordwestlich zu erreichen. Eine Anfahrt von der Landstraße über einen Forstwirtschaftsweg südwestlich (324,7 m ü. NHN) ist schwierig.

## Sonstiges
Die Quelle führt nicht ganzjährig Wasser (Stand 2017). 

## Weblinks

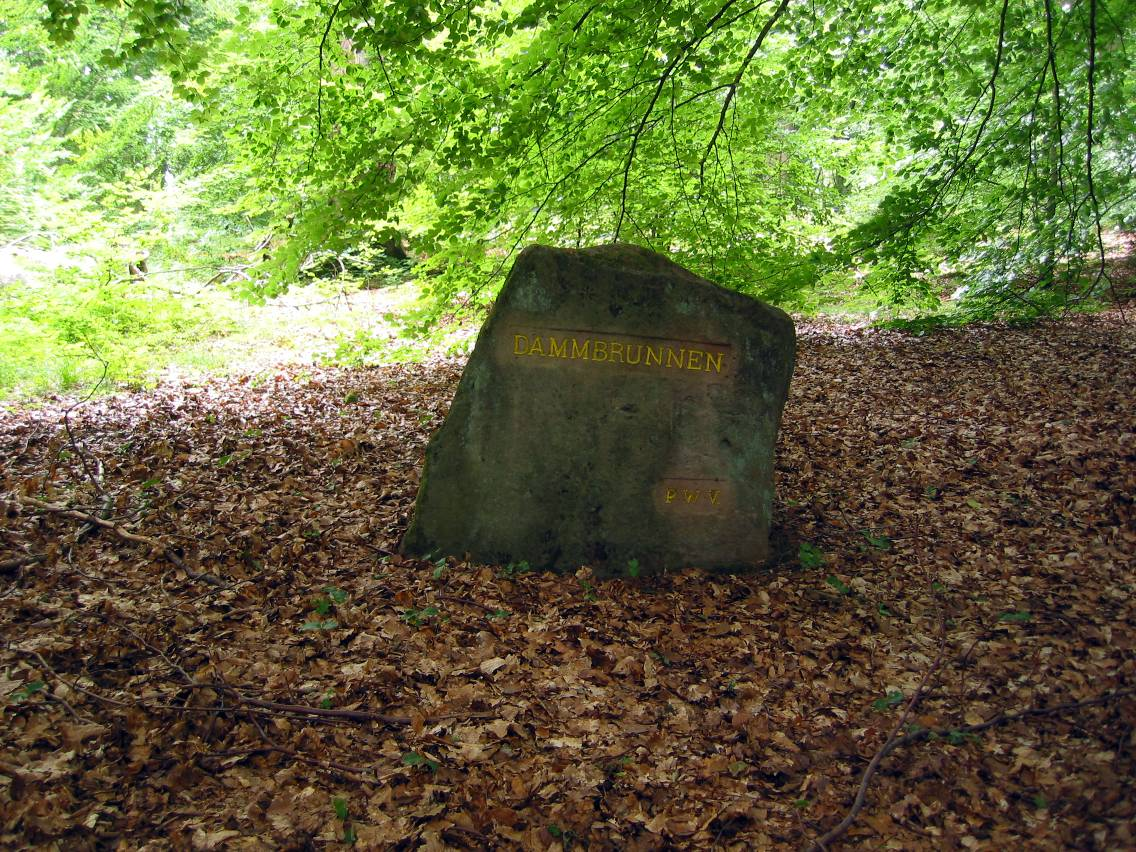
Ritterstein 146: Dammbrunnen